# Ulica Piastowska w Krakowie
Ulica Piastowska – ulica w Krakowie biegnąca od skrzyżowania z ulicami Podchorążych i Bronowicką w kierunku południowym, a następnie południowo-zachodnim do skrzyżowania z ulicą Królowej Jadwigi. Ma 2047 m długości.
Wytyczona na historycznych terenach Zwierzyńca, Czarnej Wsi i Łobzowa, częściowo z wykorzystaniem dróg wiejskich. Około połowy XIX w. droga forteczna łącząca system fortyfikacji wokół miasta (Twierdza Kraków). Ulica wzięła swoją nazwę od dynastii Piastów i obowiązuje od 1912.
Na odcinku między Rudawą a skrzyżowaniem z al. 3 Maja wytycza zachodnią granicę Błoń. W części środkowej po wschodniej stronie znajduje się osiedle mieszkaniowe Cichy Kącik, a po zachodniej zespół obiektów sportowych UJ. Następnie pomiędzy ulicami Reymonta, a Nawojki przecina teren Miasteczka Studenckiego AGH. Północny odcinek biegnie wzdłuż osiedla bloków mieszkalnych (lata 60.–90. XX w.).
Skwer u zbiegu ul. Piastowskiej i ul. Podchorążych został nazwany imieniem generała Franciszka Ksawerego Latinika.

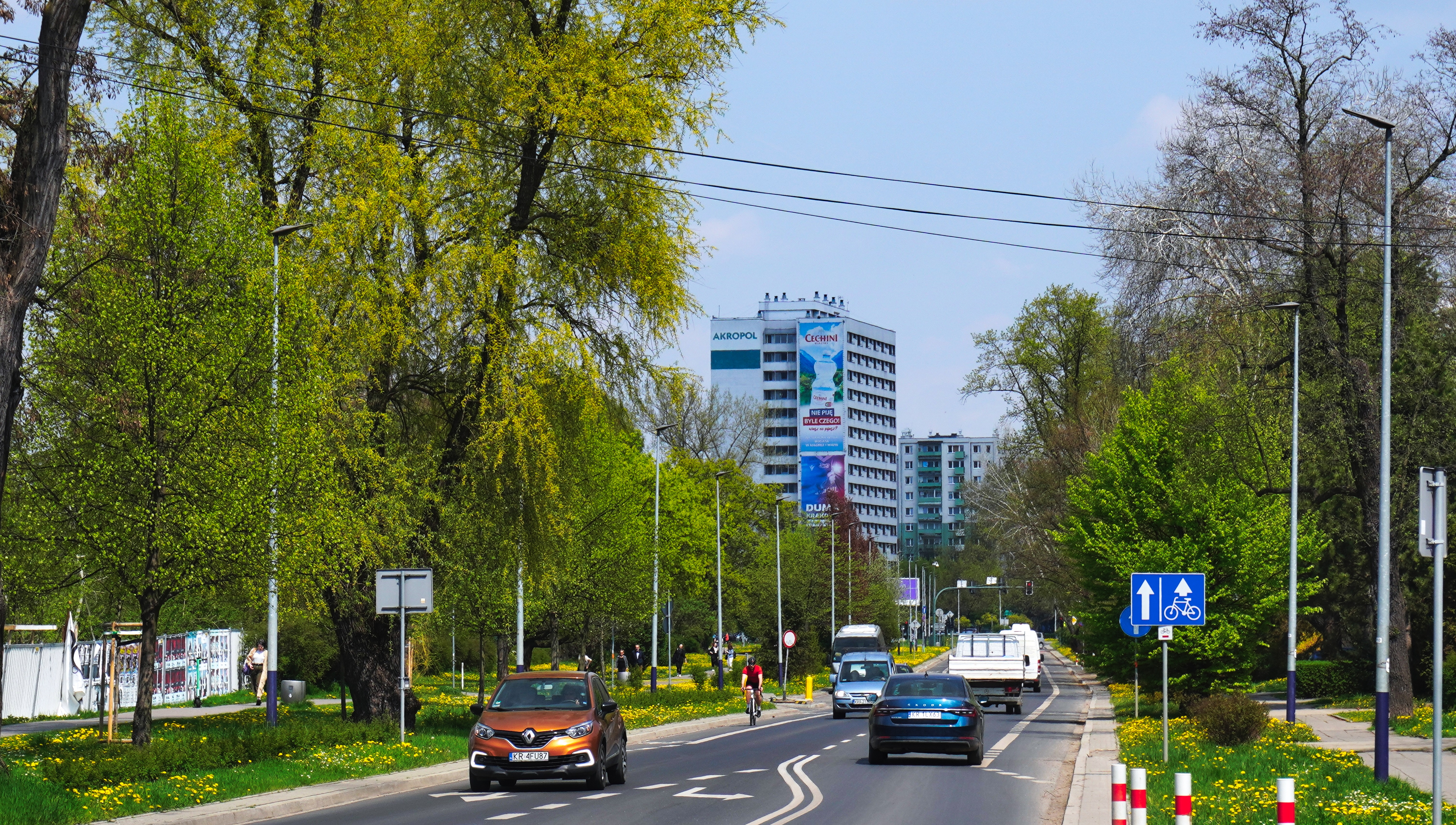
Widok od pętli tramwajowej Cichy Kącik na północ